# ويس جاكسون
ويس جاكسون (بالإنجليزية: Wes Jackson)‏ هو أحيائي وعالم نبات وعالم وراثة أمريكي، ولد في 1936 في توبيكا في الولايات المتحدة.

## وصلات خارجية
- ويس جاكسون على موقع مونزينجر (الألمانية)